# Brinquedo educacional
Brinquedos educacionais são brinquedos que, foram concebidos sob análise de especialistas de várias áreas como antropologia, psicologia e, principalmente, psicopedagogia que visam aprimorar o aprendizado de crianças de várias faixas etárias, lhes ensinando desde questões de trabalhos em grupos até valores morais.
Um exemplo é o tradicional jogo Banco Imobiliário que, de uma forma ou de outra, ensina as crianças a arte da negociação de imóveis no mercado imobiliário.
As indústrias e os estabelecimentos comerciais, visando sempre o lucro, procuram comercializar produtos em função de sua aceitação no mercado, deixando-os esta categoria importante de brinquedo fora das prateleiras e de difícil acesso. 
Os brinquedos educacionais, hoje em dia, tem relevante aceitação principalmente em brinquedotecas de escolas particulares e, em, muitas creches.

## Modelo didático

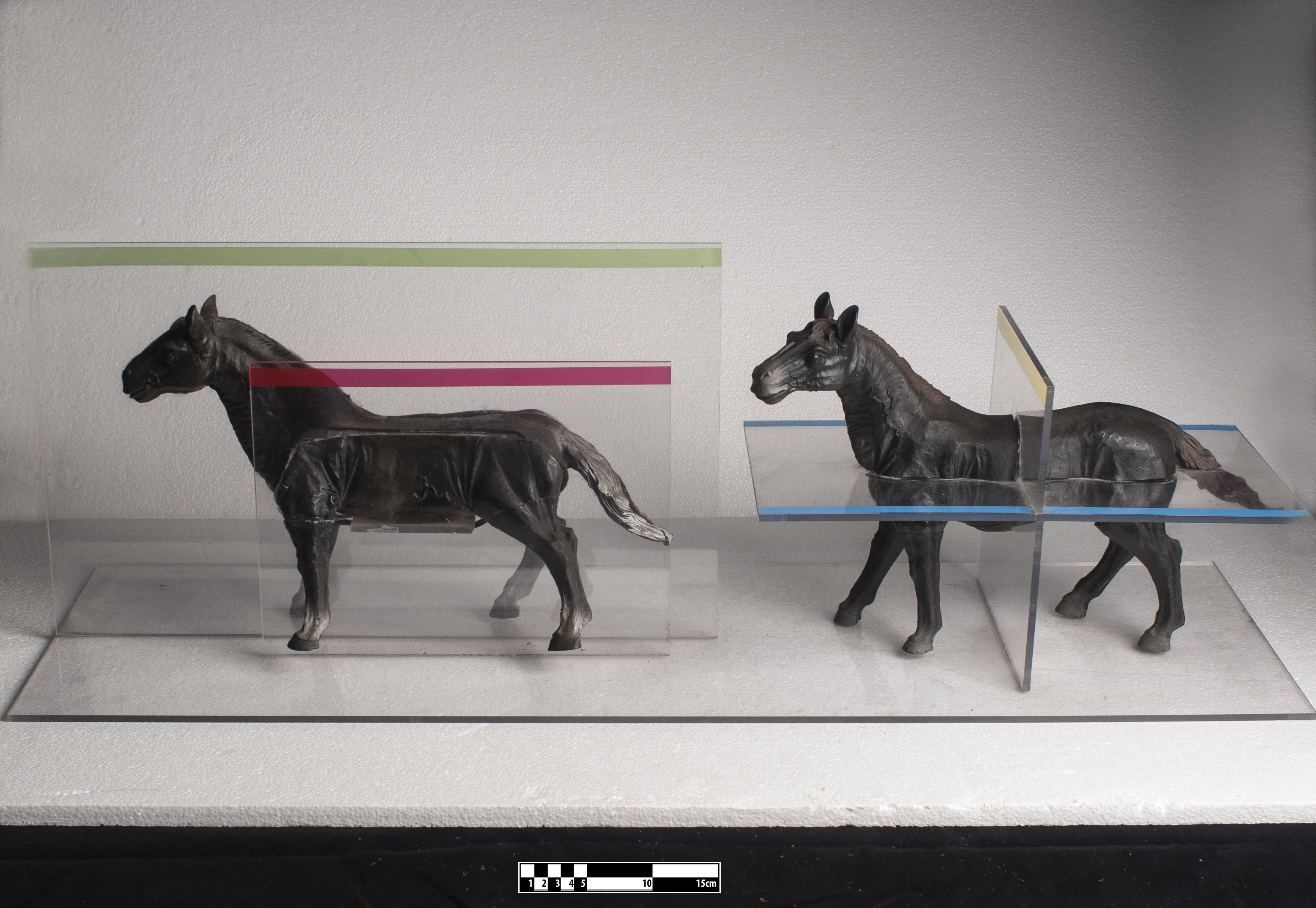
Peça que mostra os planos anatômicos do cavalo. Em exposição no MAV/USP.

Dentre os brinquedos educacionais existem alguns modelos que possuem caráter didático, ou seja, tem a finalidade de representar conceitos científicos. Dentre os exemplos podemos citar: o globo terrestre que é uma representação em escala reduzida do planeta Terra ou então os planos anatómicos, o modelo didático na imagem ao lado descreve os planos anatômicos do cavalo. Em anatomia, os planos anatômicos são planos hipotéticos usados para dividir o corpo usando como referência outras estruturas ou locais do corpo de forma a descrever a localização de regiões ou a direção dos movimentos.